# 데스크톱 검색

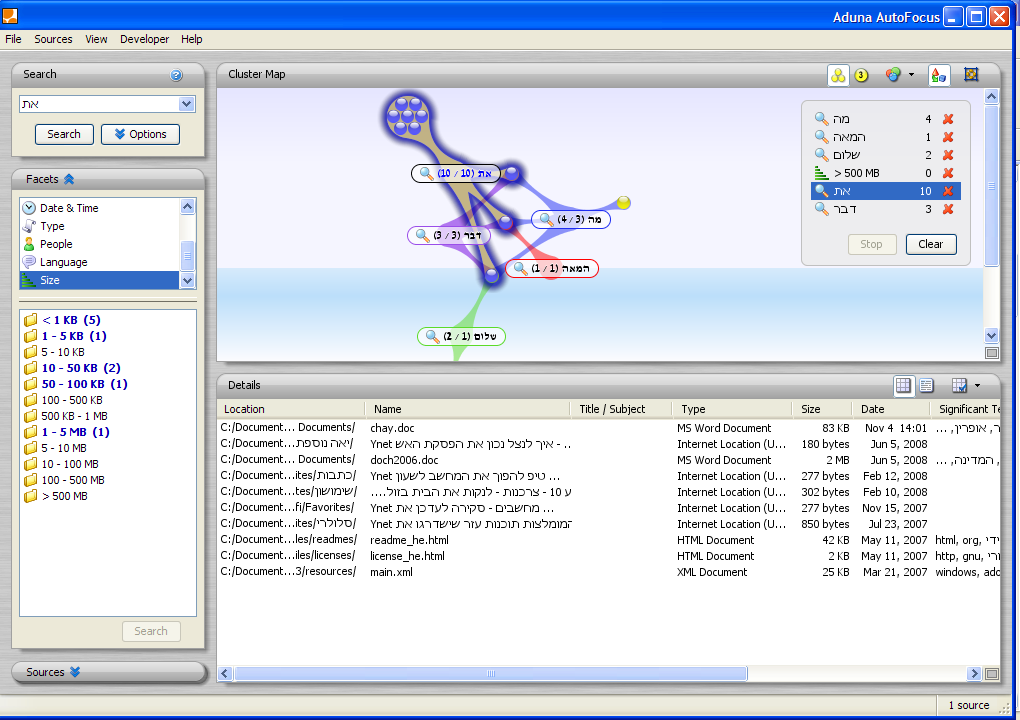
OSL 데스크톱 검색 엔진 소프트웨어 Aduna AutoFocus 5

데스크톱 검색은 개인용 컴퓨터에서 구동하면서 그 컴퓨터 안에 있는 각종 자료에 대한 검색을 지원해 주는 프로그램이다. 여러 파일의 제목 및 내용 뿐만 아니라, 전자 우편와 첨부 파일의 내용에 대한 검색, 열어본 페이지 목록 검색, 멀티미디어 자료의 메타데이터에 대한 검색을 지원한다.

## 기술
데스크톱 검색 엔진은 색인 데이터베이스를 만들어 관리함으로써 수 기가바이트의 데이터를 검색할 때 상당한 성능을 발휘하도록 하고 있다. 컴퓨터가 유휴 상태이면 인덱싱(색인 저장) 작업을 하며 휴대용 컴퓨터가 배터리 모드로 동작 중이면 절전을 위해 대부분의 검색 응용 프로그램들이 잠시 정지한다. 파일을 인덱싱할 때 데스크톱 검색 도구는 파일의 세 가지 종류를 수집한다:
- 파일 및 디렉터리 이름
- MP3, PDF, JPEG와 같은 파일 형태의 제목, 저자, 설명 등이 포함된 메타데이터
- 지원되는 문서의 내용.

## 대표적 제품
구글의 Desktop Search 제품이 세계 최초로 선보였으며, 한국에서는 코난테크놀로지의 코난데스크톱 검색, 와이즈넛의 데스크톱 검색, MSN 데스크톱 검색이 있다. 대한민국의 대표적인 포털 웹 서비스 사이트인 네이버에서도 한때 "네이버 데스크톱"이라는 이름의 소프트웨어를 서비스했으나 2009년 8월 7일 갑자기 서비스를 중단하였다.